# خلود منسي
خلود منسي (مواليد 22 يوليو 1998) هي بحّارة مصرية، مثّلت بلادها في الألعاب الأولمبية الصيفية 2020.

## المشاركة الأولمبية
| الدورة     | البلد     | الحدث            | السباق | السباق | السباق | السباق | السباق | السباق | السباق   | السباق | السباق | السباق | السباق | النقاط | الترتيب النهائي |
| الدورة     | البلد     | الحدث            | 1      | 2      | 3      | 4      | 5      | 6      | 7        | 8      | 9      | 10     | م      | النقاط | الترتيب النهائي |
| ---------- | --------- | ---------------- | ------ | ------ | ------ | ------ | ------ | ------ | -------- | ------ | ------ | ------ | ------ | ------ | --------------- |
| طوكيو 2020 | مصر (EGY) | زورق ليزر شعاعي ‏ | 36     | 39     | 43     | 42     | 43     | 36     | 45 ع. أ. | 40     | 36     | 32     | إ      | 347    | 41              |

## روابط خارجية
خلود منسي على موقع الاتحاد الدولي للملاحة الشراعية (موقع جديد) (الإنجليزية)
- خلود منسي على موقع الاتحاد الدولي للملاحة الشراعية (موقع قديم) (الإنجليزية)
- خلود منسي على موقع اللجنة الأولمبية الدولية (الإنجليزية)
- خلود منسي على موقع أوليمبيديا (الإنجليزية)